# RIDE ON (doaのアルバム)
『RIDE ON』（ライド・オン）は、doaのメジャー7枚目のアルバム。規格品番はGZCA-5249。

## 解説
- 6枚目のアルバム『THIS LIFE』から約2年半ぶりのアルバム。
- アルバムのコンセプトは「大人のドライブアルバム」。
- シングル「Now and Forever」と、配信限定シングル「We are one」、「シュガー トレイン」、「まわり道」など計13曲を収録したアルバム。
- 2013年2月には、本アルバムのツアー「doa LIVE Tour 2013 -RIDE ON-」が、全国5か所で開催された。
- ジャケットを飾る赤いフォルクスワーゲンは1960年代に作られたもので、徳永の愛車と同車種である。

## 収録曲
全作曲・編曲：徳永暁人
1. RIDE ON
作詞：徳永暁人　リードボーカル：徳永暁人・吉本大樹
2. 誰も知らないドライブ
作詞・リードボーカル：徳永暁人
3. シュガー トレイン
作詞：徳永暁人　リードボーカル：吉本大樹
2作目の配信限定シングル。この曲のみ、生演奏のドラム音源が使用されている。
配信シングルとしては2011年6月20日配信開始。
前作の「We are one」から1年ぶりに配信された本作は夏を意識したロックに仕上がった[3][4]。
4. まわり道
作詞：徳永暁人　リードボーカル：徳永暁人
3枚目の配信限定シングル。
NHK番組『スクールライブショー』で、徳永とマーティ・フリードマン、大村孝佳らとバンド演奏された。
配信シングルとしては2012年9月12日配信開始。
3作連続で配信限定シングルとしてリリースした本作は、徳永暁人がメインボーカルを務めた[5][6][7]。
当楽曲は同年6月から7月までのアコースティックライブツアーで初披露した[6][7]。
5. We are one
作詞：doa　リードボーカル：吉本大樹・徳永暁人
1作目の配信限定シングル。
6. Feel Good
作詞：徳永暁人　リードボーカル：大田紳一郎
7. Like an angel
作詞・リードボーカル：徳永暁人
本アルバム完成の3,4年前にはデモが存在していた。歌詞に登場する心斎橋は、大阪の繁華街。
『スクールライブショー』で、徳永と神保彰、春畑道哉らとバンド演奏された。
8. 季節が変わる頃またここで会おう
作詞・リードボーカル：大田紳一郎
9. GO AHEAD
作詞：大田紳一郎　リードボーカル：吉本大樹
10. LOCK MONKEY ROCK!!
作詞：吉本大樹　リードボーカル：doa
最初のカウントは、ライブのサポートメンバーである鶴屋裕一の声。ライブではメンバーとのコールアンドレスポンスが行われた。
11. CALIFORNIA SUNSET
作詞：大田紳一郎　リードボーカル：doa
12. Now and Forever
作詞：大田紳一郎　リードボーカル：吉本大樹
15枚目のシングル。PVが存在する。
13. Boys, Be Ambitious
作詞・リードボーカル：吉本大樹
テレビ東京系番組『ゴルフの真髄』のエンディングテーマ。

## 参加ミュージシャン
- 吉本大樹 - ボーカル、作詞
- 大田紳一郎 - ボーカル、ギター、作詞
- 徳永暁人 - ボーカル、ベース、ギター、ピアノ、オルガン、パーカッション、ペダルスティール、プログラミング、作詞、作曲
  - 大楠雄蔵（from Sensation） - ピアノ・オルガン・コーラス (#5)
  - 車谷啓介（from Sensation） - コンガ (#9)
  - 大賀好修（from Sensation） - ギター (#5)
  - 山口篤（from Loe） - ドラム (#3)
  - 森本隆寛 - ギター＆コーラス (#5)
  - 鶴屋裕一 - カホン (#5.10)、バンジョー (#13)、コーラス (#5)
  - 岡崎雪 - コーラス (#5)
  - MIKA - コーラス (#5)
  - GIZA ikkies - コーラス (#5)